# Arquidiócesis de Dijon
La arquidiócesis de Dijon (en latín: Archidioecesis Divionensis y en francés: Archidiocèse de Dijon) es una circunscripción eclesiástica de la Iglesia católica en Francia. Se trata de una arquidiócesis latina, sede metropolitana de la provincia eclesiástica de Dijon. Desde el 11 de febrero de 2022 su arzobispo es Antoine Hérouard.

## Territorio y organización

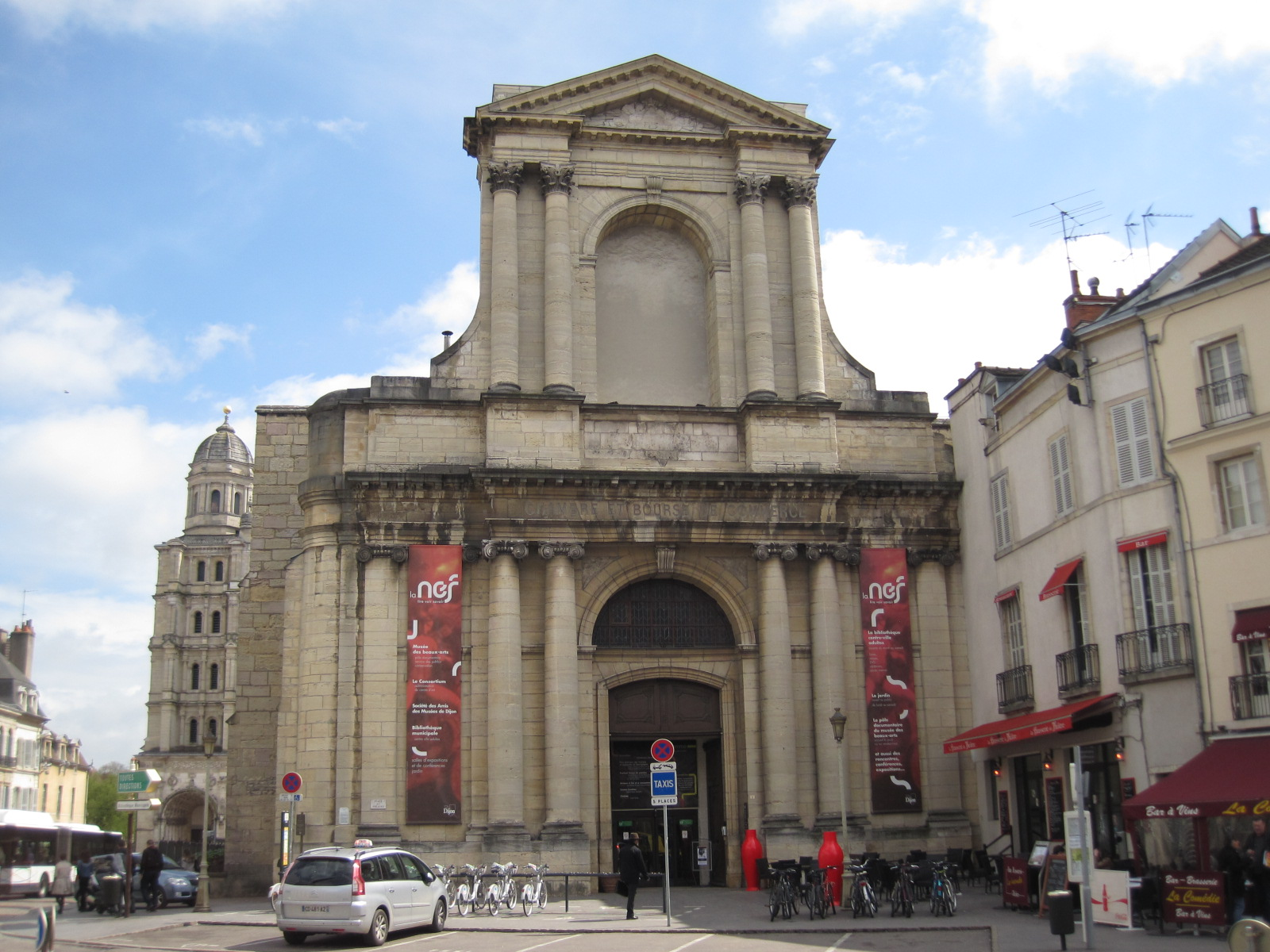
Excatedral de San Esteban, en Dijon. Transformada en un centro cultural que alberga una biblioteca y el museo Rude

La arquidiócesis tiene 8763 km² y extiende su jurisdicción sobre los fieles católicos de rito latino residentes en el departamento de Côte-d'Or en la región de Borgoña-Franco Condado.

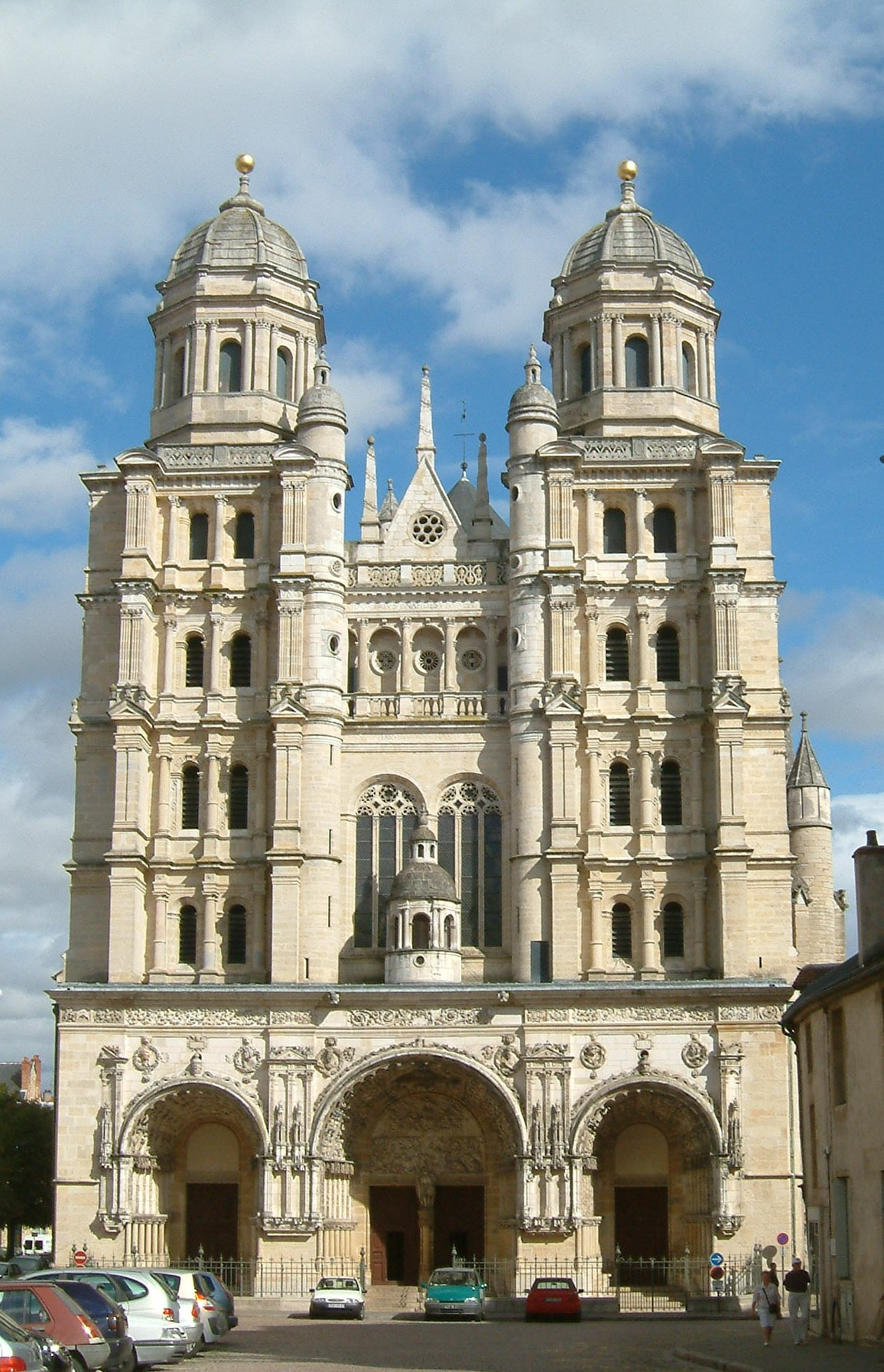
Iglesia de San Miguel, en Dijon

La sede de la arquidiócesis se encuentra en la ciudad de Dijon, en donde se halla la Catedral de San Benigno y la excatedral de San Esteban.
La arquidiócesis tiene como sufragáneas a la arquidiócesis de Sens, las diócesis de Autun y de Nevers, y la prelatura territorial de la Misión de Francia.
En 2021 en la arquidiócesis existían 60 parroquias agrupadas en 11 decanatos. Hasta 2006 el territorio estaba dividido en 720 parroquias. En 2007 se reformó la organización territorial de la arquidiócesis y se redujo significativamente el número de parroquias.

## Historia

### Mitos
Entre los años 506 y 540, a Gregorio, obispo de Langres, antepasado de Gregorio de Tours, le fue revelado, que una tumba que atraía la piedad de los campesinos contenía los restos de san Benigno. Hizo erigir una gran basílica sobre ella y pronto viajeros de Italia le llevaron las actas del martirio de ese santo. Estas actas forman parte de una colección de documentos según los cuales Borgoña fue evangelizada en el siglo II por san Benigno, un sacerdote de la provincia romana de Asia y discípulo de san Policarpo, asistido por dos eclesiásticos, Andochius y Thyrsus. Se dice que el buen trabajo prosperó en Autun, donde recibió un valioso apoyo del joven Symphorianus; en Saulieu, donde se habían establecido Andochius y Thyrsus; en Langres, donde fueron bautizados los tres hermanos, Espeusipo, Eleusipo y Meleusipo, y finalmente en Dijon. Mientras tanto, estalló la persecución de Marco Aurelio y san Benigno y sus compañeros fueron ejecutados.
Las dudas planteadas por primera vez por Ismaël Bullialdus y por Louis-Sébastien Le Nain de Tillemont en el siglo XVII sobre la autenticidad de estos hechos parecen justificadas por las conclusiones de G. Van Hooff y Louis Duchesne, según las cuales las Actas de San Benignus y el martirio de los tres hermanos de Langres, en las que se basan las tradiciones antes mencionadas, son apócrifas y están copiadas de las leyendas de Capadocia. Surgieron animadas polémicas entre los eruditos de Francia sobre el apostolado de san Benigno.

### Langres y Dijon
Bajo los merovingios y carolingios, la mayoría de los obispos de Langres residían en Dijon, por ejemplo, san Urbano (siglo V), san Gregorio, y san Tetricus (siglo VI), que fueron enterrados allí. Cuando, en 1016, Lambert, obispo de Langres, cedió el señorío y el condado de Dijon al rey Roberto II de Francia, los obispos de Langres hicieron de Langres su lugar de residencia.

### Diócesis
El 9 de abril de 1731 el papa Clemente XII erigió la diócesis de Dijon con la bula Super specula, derivando su territorio del de Langres y anexándolo a la provincia eclesiástica de la arquidiócesis de Lyon. Cuando se formó, estaba compuesta por 164 parroquias divididas en 7 decanatos regionales, de las cuales 155 de estas parroquias formaban parte de la diócesis de Langres y otras 19 procedían de la diócesis de Besanzón. Los siete decanatos fueron supervisados por los dos archidiáconos. La abadía de San Esteban (siglo V) había tenido durante mucho tiempo un capítulo regular que observaba la regla de san Agustín; fue transformada en capítulo secular por el papa Paulo V en 1611 y el papa Clemente XI elevó la iglesia capitular a la catedral de Dijon. Durante la Revolución francesa quedó reducida a un granero. La antigua iglesia abacial de San Benigno se convirtió en la catedral de Dijon a principios del siglo XIX. A partir de la década de 1730, el capítulo estuvo compuesto por seis dignidades y doce canónigos. La ciudad de Dijon tenía unos 30 000 habitantes y estaba dividida en siete parroquias. Había dos colegios para la educación de los jóvenes, además de ocho casas de religiosos varones y ocho monasterios de hombres.

### Revolución
La diócesis de Dijon fue abolida durante la Revolución francesa por la Asamblea Legislativa, en virtud de la Constitución Civil del Clero (1790). Su territorio quedó incluido en la nueva diócesis, llamada 'Côte-d'Or', que formaba parte del metropolitanato llamado 'Metropole de l'Est' (que incluía ocho nuevos 'départements'). La Constitución Civil ordenaba que los obispos fueran elegidos por los ciudadanos de cada "departamento", lo que inmediatamente planteó las cuestiones canónicas más graves, ya que no era necesario que los electores fueran católicos y la aprobación del papa no sólo no era requerida, sino que incluso estaba prohibida. Además, la erección de nuevas diócesis y el traslado de obispos no estaban canónicamente dentro de la competencia de las autoridades civiles o de la Iglesia en Francia. El resultado fue un cisma entre la "Iglesia constitucional" y la Iglesia católica. El obispo legítimo de Dijon, René de Mérinville, se negó a prestar juramento, por lo que la sede episcopal fue declarada vacante. De hecho, fue uno de los treinta obispos que suscribieron la Exposition des principes, sur la Constitution civile du Clergé (30 de octubre de 1790). Emigró a Alemania y fijó su residencia en Karlsruhe.
El 15 de febrero de 1791 se reunieron los electores de 'Côte-d'Or' y eligieron como presidente al ex jesuita Jean-Baptise Volfius, cuyo hermano era miembro de la Asamblea Constituyente. Luego procedieron a elegirlo como su obispo. Volfius viajó a París para su consagración, que fue llevada a cabo el 13 de marzo por Jean-Baptiste Gobel, obispo de Lydda in partibus, que acababa de ser instalado como obispo constitucional de París. Volfius y todos los obispos constitucionales fueron obligados a dimitir en mayo de 1801 por el primer cónsul Napoleón Bonaparte, que estaba negociando con el papa Pío VII el Concordato de 1801 (15 de julio de 1801). Una vez que el concordato entró en vigor, Pío VII pudo emitir las bulas apropiadas para restaurar muchas de las diócesis y regular sus límites, la mayoría de los cuales correspondían estrechamente a los nuevos "departamentos". 
Tras el concordato con la bula Qui Christi Domini del papa Pío VII del 29 de noviembre de 1801, la diócesis se amplió incorporando partes de las diócesis suprimidas de Langres y Chalon y partes de las de Autun y Besanzón, en los "departamentos" de Côte-d'Or y Haute-Marne. El 6 de octubre de 1822 se restableció la diócesis de Langres con territorio obtenido de la de Dijon, pero las dificultades entre el rey y el papa pospusieron la implantación de Langres hasta el 6 de octubre de 1822, cuando fue restablecida mediante la bula Paternae charitatis del papa Pío VII.
Al mismo tiempo que estos cambios, la sede del obispado fue trasladada a la iglesia abacial de San Benigno, que se convirtió en la nueva catedral diocesana. Desde 1776 se unió a la diócesis el título de abad de San Benigno y los privilegios correspondientes.
El obispo Claude Rey tuvo dificultades para ingresar a su diócesis, ya que no había ningún obispo dispuesto a consagrarlo debido a su estrecha relación con el rey Luis Felipe. El papa Gregorio XVI lo autorizó a ser consagrado por un solo obispo, que era español. En conflicto con una parte de su clero dimitió en 1838.

### Separación de la Iglesia y el Estado
La petición del papa Pío X en 1904 de la dimisión de Albert-Léon-Marie Le Nordez, obispo de Dijon desde 1899, fue uno de los incidentes que desembocaron en la Ley de Separación de 1905 y en la ruptura de las relaciones entre Francia y la Santa Sede.
El 8 de diciembre de 2002 fue elevada al rango de arquidiócesis metropolitana.

## Estadísticas
Según el Anuario Pontificio 2022 la arquidiócesis tenía a fines de 2021 un total de 340 270 fieles bautizados.
| Año                                                                             | Población            | Población | Población      | Sacerdotes | Sacerdotes    | Sacerdotes    | Bautizados por sacerdote | Diáconos permanentes | Religiosos | Religiosos | Parroquias |
| Año                                                                             | Bautizados católicos | Total     | % de católicos | Total      | Clero secular | Clero regular | Bautizados por sacerdote | Diáconos permanentes | Varones    | Mujeres    | Parroquias |
| ------------------------------------------------------------------------------- | -------------------- | --------- | -------------- | ---------- | ------------- | ------------- | ------------------------ | -------------------- | ---------- | ---------- | ---------- |
| 1950                                                                            | 325 000              | 335 602   | 96.8           | 421        | 341           | 80            | 771                      |                      | 123        | 866        | 727        |
| 1970                                                                            | 423 688              | 432 288   | 98.0           | 381        | 317           | 64            | 1112                     |                      | 139        | 820        | 523        |
| 1980                                                                            | 396 094              | 470 350   | 84.2           | 281        | 249           | 32            | 1409                     | 2                    | 63         | 625        | 526        |
| 1990                                                                            | 395 000              | 483 000   | 81.8           | 260        | 230           | 30            | 1519                     | 6                    | 50         | 460        | 527        |
| 1999                                                                            | 415 576              | 506 800   | 82.0           | 233        | 178           | 55            | 1783                     | 27                   | 101        | 377        | 527        |
| 2000                                                                            | 413 027              | 506 782   | 81.5           | 238        | 184           | 54            | 1735                     | 26                   | 107        | 382        | 527        |
| 2001                                                                            | 410 493              | 506 782   | 81.0           | 225        | 171           | 54            | 1824                     | 29                   | 109        | 385        | 527        |
| 2002                                                                            | 408 973              | 506 783   | 80.7           | 122        | 64            | 58            | 3352                     | 28                   | 98         | 300        | 527        |
| 2003                                                                            | 408 466              | 506 782   | 80.6           | 216        | 162           | 54            | 1891                     | 26                   | 78         | 280        | 527        |
| 2004                                                                            | 329 408              | 506 782   | 65.0           | 219        | 166           | 53            | 1504                     | 25                   | 69         | 292        | 720        |
| 2006                                                                            | 330 000              | 506 782   | 65.1           | 213        | 156           | 57            | 1549                     | 24                   | 92         | 257        | 720        |
| 2013                                                                            | 355 700              | 541 800   | 65.7           | 177        | 133           | 44            | 2009                     | 32                   | 74         | 167        | 60         |
| 2016                                                                            | 341 428              | 532 948   | 64.1           | 171        | 119           | 52            | 1996                     | 36                   | 79         | 150        | 44         |
| 2019                                                                            | 343 000              | 537 000   | 63.9           | 170        | 115           | 55            | 2017                     | 41                   | 79         | 131        | 60         |
| 2021                                                                            | 340 270              | 533 430   | 63.8           | 154        | 103           | 51            | 2209                     | 40                   | 76         | 111        | 60         |
| Fuente: Catholic-Hierarchy, que a su vez toma los datos del Anuario Pontificio. |                      |           |                |            |               |               |                          |                      |            |            |            |

## Episcopologio
- Jean-Jacques Bouhier de Lantenay † (9 de abril de 1731-13 de diciembre de 1743 renunció)[nota 1]
- Claude Bouhier † (16 de diciembre de 1743-21 de junio de 1755 falleció)[nota 2]
- Claude-Marc-Antoine d'Apchon de Corgenon † (24 de septiembre de 1755-12 de abril de 1776 renunció)[nota 3][17]
- Jacques-Joseph-François de Vogüé † (20 de mayo de 1776-6 de febrero de 1787 falleció)[18]
- René des Monstiers de Mérinville † (23 de abril de 1787-2 de diciembre de 1801 renunció)[nota 4][nota 5]
  - Jean-Baptiste Volfius (1791-1793) (obispo constitucional de Côte-d-Or).[nota 6]
- Henri Reymond † (2 de mayo de 1802-20 de febrero de 1820 falleció)[nota 7]
- Jean-Baptiste Dubois † (29 de mayo de 1820-6 de enero de 1822 falleció)[nota 8]
- Jean-François Martin de Boisville † (19 de abril de 1822-27 de mayo de 1829 falleció)[nota 9]
- Jacques Raillon † (28 de septiembre de 1829-24 de febrero de 1832 nombrado arzobispo de Aix)[19]
- Claude Rey † (24 de febrero de 1832-21 de junio[nota 10] de 1838 renunció)[20]
- François-Victor Rivet † (13 de septiembre de 1838-12 de julio de 1884 falleció)[21]
- Jean-Pierre-Bernard Castillon † (27 de marzo de 1885-9 de noviembre de 1885 falleció)[22]
- Victor-Lucien-Sulpice Lécot † (10 de junio de 1886-26 de junio de 1890 nombrado arzobispo de Burdeos)[23]
- Fédéric-Henri Oury † (26 de junio de 1890-28 de noviembre de 1898 nombrado arzobispo de Argel)[24]
- Albert-Léon-Marie Le Nordez † (28 de noviembre de 1898-4 de septiembre de 1904 renunció[nota 11])[25]
- Pierre Dadolle † (21 de febrero de 1906-22 de mayo de 1911 falleció)[26]
- Jacques-Louis Monestès † (11 de agosto de 1911-31 de marzo de 1915 falleció)
- Maurice Landrieux † (6 de diciembre de 1915-11 de diciembre de 1926 falleció)
- Pierre-André-Charles Petit de Julleville † (23 de junio de 1927-7 de agosto de 1936 nombrado arzobispo de Ruan)
- Guillaume-Marius Sembel † (15 de marzo de 1937-11 de abril de 1964 falleció)
- André-Jean-Marie Charles de la Brousse † (11 de abril de 1964 por sucesión-22 de abril de 1974 renunció)
- Albert Florent Augustin Decourtray † (22 de abril de 1974-29 de octubre de 1981 nombrado arzobispo de Lyon)
- Jean Marie Julien Balland † (6 de noviembre de 1982-8 de agosto de 1988 nombrado arzobispo de Reims)
- Michel Louis Coloni † (30 de enero de 1989-13 de febrero de 2004 retirado)
- Roland Minnerath (13 de febrero de 2004-11 de febrero de 2022 retirado)
- Antoine Hérouard, desde el 11 de febrero de 2022[27]

## Santos
En la diócesis se honra a los siguientes santos con especial relevancia:
- San Secuano (Sena), n. en Mesmont, Côte-d'Or, d. 580, fundador del monasterio de Réomé alrededor del cual surgió la ciudad de Saint-Seine-l'Abbaye.
- San Guillermo (961-1031), natural de Novara, abad de Saint Bénigne en Dijon en 990 y reformador de la Orden benedictina en el siglo XI.
- San Roberto de Molesmes, cofundador con san Alberico y Esteban Harding del monasterio de Cîteaux en 1098.
- San Esteban Harding fallecido en 1134, tercer abad de Cîteaux, bajo cuya administración se establecieron los monasterios de La Ferté, Pontigny, Claraval y Morimond.
- San Bernardo de Claraval (1090-1153).
- Santa Juana Francisca Frémyot de Chantal (1572-1641), n. en Dijon, quien, después de haber escuchado los discursos de Cuaresma Francisco de Sales en Dijon en 1604, concibió una amistad con él.
- Venerable Bénigne Joly, canónigo de Saint-Etienne de Dijon (siglo XVII).
- Venerable Hermana Margarita del Santísimo Sacramento (1619-1648), apodada la "pequeña santa de Beaune", conocida por tener visiones del Niño Jesús, a consecuencia de las cuales se organizó la piadosa asociación conocida como la Familia del Santo Niño Jesús y posteriormente elevada por el papa Pío IX a la dignidad de archicofradía.

### Estudios
- Duchesne, Louis (1910). Fastes épiscopaux de l'ancienne Gaule: II. L'Aquitaine et les Lyonnaises. París: Fontemoing.
- Jean, Armand (1891). Les évêques et les archevêques de France depuis 1682 jusqu'à 1801 (en francés). París: A. Picard.
- Pisani, Paul (1907). Répertoire biographique de l'épiscopat constitutionnel (1791-1802). (en francés). París: A. Picard et fils.
- Société bibliographique (France) (1907). L'épiscopat français depuis le Concordat jusqu'à la Séparation (1802-1905). París: Librairie des Saints-Pères.
- Sautereau, Philibert-Bernard (1885). L'évêché de Dijon et ses évêques (en francés). Citeaux: Imprimerie et librairie.